# Aegilops biuncialis
Aegilops biuncialis är en gräsart som beskrevs av Roberto de Visiani. Aegilops biuncialis ingår i släktet bockveten, och familjen gräs. Inga underarter finns listade i Catalogue of Life.